# ژو پینگ (ژیمناست)
ژو پینگ (انگلیسی: Zhou Ping؛ زادهٔ ۱۸ فوریهٔ ۱۹۶۸) ژیمناست هنری اهل چین بود.